# Commercial Aircraft Corporation of China
Commercial Aircraft Corporation of China (en chinois simplifié : 中国商用飞机有限责任公司 ou Comac ; littéralement en français : « Société des Avions Commerciaux de Chine ») est un constructeur aéronautique chinois, fondé le 11 mai 2008 et dont le siège est situé à Shanghai.

## Histoire

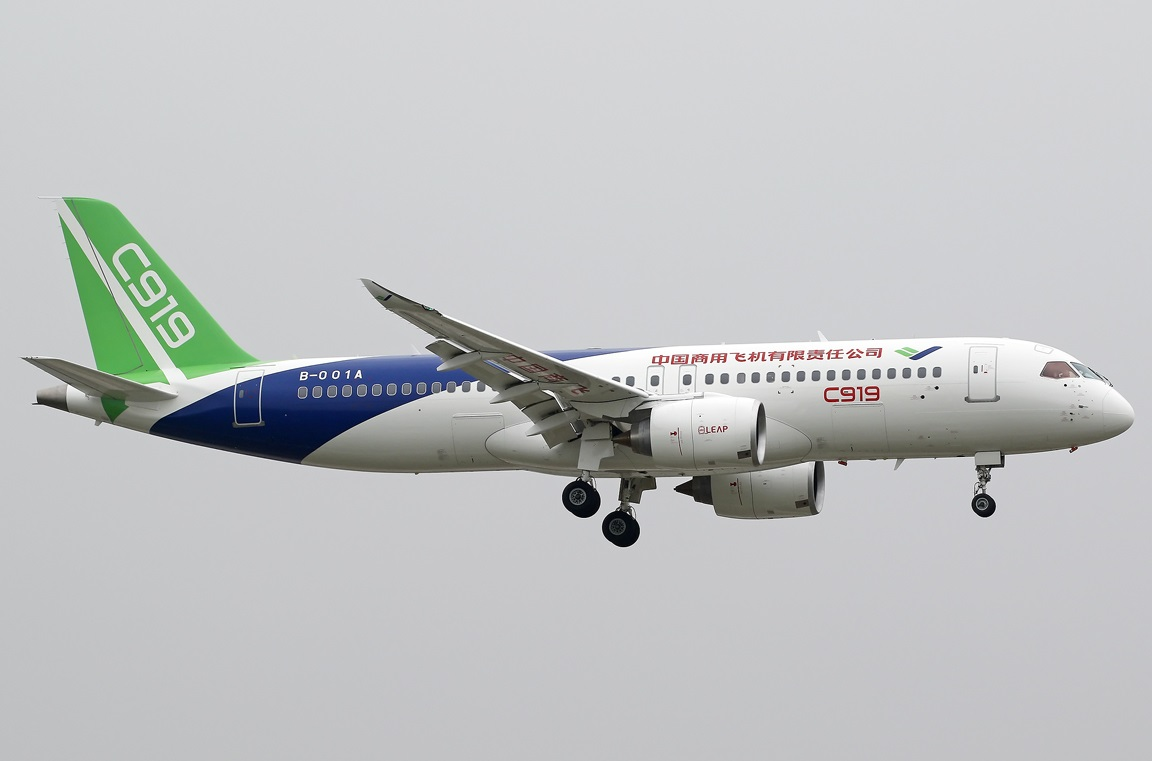
Comac C919

Comac a été créée le 11 mai 2008 à Shanghai. La société a été créée conjointement par AVIC, Aluminium Corporation of China, Baosteel, Sinochem, Shanghai Guosheng Corporation Limited et la SASAC.
Avions et projets :
- ARJ21, un avion de 70 à 90 places, développé par AVIC I Commercial Aircraft Corporation (ACAC), depuis devenu filiale de Comac ;
- C919, un avion de 168 à 190 places, dont le vol inaugural a eu lieu en 2017. Le premier appareil est livré le 9 décembre 2022[1];
- CR929, un projet d'avion de 250 à 300 places prévu pour 2023, codéveloppé avec le consortium russe UAC[2].
- Comac C939. En mai 2024, les plans du C939 donneraient une capacité de 400 sièges et une autonomie de 7000 miles marins.

En mars 2011, Comac a signé une « entente de partenariat à long terme » avec Bombardier Aéronautique dans le but, entre autres, « de répondre à l'un des principaux arguments de vente des concurrents de sa future CSeries ».
Le 19 juin 2011, la veille de l'ouverture du Salon du Bourget, l'avionneur présente son siège européen à Paris.

## Activités
Comac est une entreprise publique. Les investisseurs sont l'État chinois, Shanghai Guo Sheng (Group), China Aviation Industry Corporation I et II (AVIC I et AVIC II), Aluminium Corporation of China Limited (CHINALCO), Baosteel et Sinochem, avec un capital de 19 milliards de yuan (environ 2 milliards d'euros).
Le logo représente le caractère chinois “ 飞 ” (fēi) qui signifie « voler ».
La Chine est désireuse d'établir une industrie aéronautique civile capable de rivaliser à terme sur tous les segments avec le duopole Airbus-Boeing.